# Иосиваш, Андрей
Андрей Иосиваш (рум. Andrei Iosivaș; 15 октября 1999, Япония) — профессиональный футболист, принимающий клуба НФЛ «Цинциннати Бенгалс». На студенческом уровне выступал за команду Принстонского университета. На драфте НФЛ 2023 года был выбран в шестом раунде.

## Биография
Андрей Иосиваш родился 15 октября 1999 года в Японии. Старший из двух детей в семье программиста и бизнесмена румына Михая Иосиваша и его супруги Эвелин, филиппинки по национальности. В возрасте четырёх лет он с родителями переехал на Гавайи, вырос в Гонолулу. С пяти лет начал играть во флаг-футбол Там же окончил старшую школу Пунахоу. Во время учёбы играл за школьную футбольную команду, был её капитаном. Занимался баскетболом и лёгкой атлетикой, обладатель чёрного пояса по тхэквондо. После окончания школы планировал поступить в Стэнфордский университет, но затем сделал выбор в пользу Принстона.

### Любительская карьера
Сезон 2018 года Иосиваш провёл в статусе освобождённого игрока, не принимая участия в играх основного состава университетской команды. На второй год обучения в университете он дебютировал в футбольном турнире поддивизиона FCS I дивизиона NCAA, сыграв в девяти матчах и набрав 263 ярда с четырьмя тачдаунами. В 2020 году сезон в Лиге плюща был отменён из-за пандемии COVID-19.
В сезоне 2021 года Иосиваш сыграл десять матчей, набрав на приёме 703 ярда с пятью тачдаунами. По основным статистическим показателям он вошёл в десятку лучших ресиверов Лиги плюща. Перед началом турнира 2022 года его выбрали одним из капитанов команды, он назывался в числе претендентов на награду Уолтера Пейтона, вручаемую лучшему игроку FCS. По ходу сезона Иошивас провёл десять игр, став лучшим в конференции по количеству приёмов, набранных ярдов и тачдаунов. По итогам сезона он был включён в сборную звёзд Лиги плюща.
Во время учёбы Иосиваш также входил в легкоатлетическую команду университета. В 2019, 2020 и 2022 годах он выигрывал чемпионат Лиги плюща в семиборье. В 2022 году он установил рекорд NCAA в закрытых помещениях, пробежав 60 метров за 6,71 секунд.

#### Статистика выступлений в NCAA
| Сезон | Команда          | Игры | Приём | Приём | Приём | Приём | Вынос | Вынос | Вынос | Вынос |
| Сезон | Команда          | Игры | Rec   | Yds   | Y/A   | TD    | Att   | Yds   | Y/A   | TD    |
| ----- | ---------------- | ---- | ----- | ----- | ----- | ----- | ----- | ----- | ----- | ----- |
| 2018  | Принстон Тайгерс | —    | —     | —     | —     | —     | —     | —     | —     | —     |
| 2019  | Принстон Тайгерс | 9    | 18    | 263   | 14,6  | 4     | 0     | 0     | 0,0   | 0     |
| 2021  | Принстон Тайгерс | 10   | 41    | 703   | 17,1  | 5     | 1     | 7     | 7,0   | 0     |
| 2022  | Принстон Тайгерс | 10   | 66    | 943   | 14,3  | 7     | 4     | 10    | 2,5   | 0     |
| Всего | Всего            | 29   | 125   | 1909  | 15,3  | 16    | 5     | 17    | 3,4   | 0     |

### Профессиональная карьера
Перед драфтом НФЛ 2023 года издание Bleacher Report писало, что Иосиваш обладает хорошим сочетанием габаритов и скорости, которое может позволить ему закрепиться в лиге, несмотря на пробелы в технике и физической мощи. Среди плюсов игрока называли его стартовый рывок, умение быстро разгоняться, плавность движения, навыки игры по мячу и надёжность при ловле. К недостатками аналитик Деррик Классен относил проблемы с ведением силовой борьбы за мяч, работу игрока на маршрутах и небольшое количество набираемых после ловли ярдов.
На драфте Иосиваш был выбран «Цинциннати Бенгалс» в шестом раунде под общим 206 номером. В мае 2023 года он подписал с клубом четырёхлетний контракт на сумму 3,99 млн долларов. В регулярном чемпионате НФЛ он дебютировал 10 сентября. На шестой игровой неделе в матче против «Сиэтла» Иосиваш сделал первый в профессиональной карьере тачдаун.

#### Статистика выступлений в НФЛ

##### Регулярный чемпионат
| Сезон | Команда            | Игры | Приём | Приём | Приём | Приём | Вынос | Вынос | Вынос | Вынос |
| Сезон | Команда            | Игры | Rec   | Yds   | Y/A   | TD    | Att   | Yds   | Y/A   | TD    |
| ----- | ------------------ | ---- | ----- | ----- | ----- | ----- | ----- | ----- | ----- | ----- |
| 2023  | Цинциннати Бенгалс | 6    | 2     | 12    | 6,0   | 1     | 0     | 0     | 0,0   | 0     |
| Всего | Всего              | 6    | 2     | 12    | 6,0   | 1     | 0     | 0     | 0,0   | 0     |

* на 17 октября 2023